# Heinz Kümmerlein
Heinz Kümmerlein (* 25. April 1909 in Essen; † 28. April 1979) war ein deutscher Jurist, Bannführer der Hitlerjugend, Oberregierungsrat im nationalsozialistischen Reichsjustizministerium, persönlicher Referent des Reichsjustizministers Otto Thierack und geschäftsführender Direktor der Akademie für Deutsches Recht von 1943 bis 1944. Sein Fachgebiet war das nationalsozialistische Jugendstrafrecht.

## Leben
Nach dem Jurastudium wurde Kümmerlein 1932 an der Universität Münster zum Dr. jur. promoviert. Die Dissertation erschien 1933 unter dem Titel „Die Versuche kollektiver Regelung der Nachforderung von Tariflohn“. Nach der Promotion wurde Kümmerlein 1933 Referendar. 1937 wurde er zum Landgerichtsrat im OLG-Bezirk Hamm ernannt.

## Karriere als Nationalsozialist

### Sturmabteilung, Hitler-Jugend und NSDAP
1933 trat Kümmerlein in die Reiter-SA ein. Am 26. Juli 1937 beantragte er die Aufnahme in die NSDAP und wurde rückwirkend zum 1. Mai desselben Jahres aufgenommen (Mitgliedsnummer 5.603.177).
1934 begann seine Karriere in der Hitlerjugend. Er begann als Rechtsreferent im Hitler-Jugend-Gebiet Ruhr-Niederrhein und nahm Beratungstätigkeiten für die Reichsjugendführung wahr. Ab 1939 war er ehrenamtlicher Referent und Mitarbeiter in der Rechtsdienststelle des sozialen Amtes der Reichsjugendführung. In dieser Rechtsdienststelle wurde er im Januar 1939 zum Gefolgschaftsführer, im November 1939 zum Obergefolgschaftsführer, im Januar 1940 zum Hauptgefolgschaftsführer, im April 1940 zum Stammführer, im April 1942 zum Oberstammführer und im November 1942 zum Bannführer befördert. Zudem gehörte er dem NS-Rechtswahrerbund und der NSV an.

### Reichsjustizministerium und Akademie für Deutsches Recht
Anfang April 1938 wurde er zum Reichsjustizministerium abgeordnet. Ab 1939 war Kümmerlein als Vertreter des Reichsjustizministeriums Mitglied im Ausschuss für Jugendrecht der nationalsozialistischen Akademie für Deutsches Recht Hans Franks.
Als Landgerichtsrat im Reichsjustizministerium schrieb er den Entwurf zu einem Jugendgerichtsgesetz vom 20.9.1941 (Abteilungsentwurf des Reichsjustizministeriums), der in mehreren Sitzungen der Ausschüsse für Jugendrecht und Jugendstrafrecht der Akademie für Deutsches Recht u. a. auch von Roland Freisler diskutiert wurde. Kümmerleins Entwurf ist in der Edition Werner Schuberts der Protokolle der Ausschüsse für Jugend-(straf-)recht auf den Seiten 613 bis 626 vollständig abgedruckt.
Spätestens ab 1942 wurde er zusätzlich Referent für Jugendrecht und Jugendstrafrecht als Oberregierungsrat im Reichsjustizministerium und zugleich Verbindungsführer zur Reichsjugendführung der Hitlerjugend. Nachdem Otto Thierack im August 1942 Reichsjustizminister geworden war, wurde Kümmerlein ab September 1942 – neben Heinrich Ebersberg – sein persönlicher Referent. Gemeinsam mit Thierack besichtigte er im Dezember 1942 das KZ Mauthausen, wo ihm eine „mustergültige Ordnung“ auffiel. Im Herbst 1942 war Kümmerlein zusammen mit Thierack nach eigenen Angaben in Shitomir. Dort habe er zum ersten Mal von der „Abgabeaktion“ gehört.
Da Adolf Hitler mit dem Wechsel von Hans Frank zu Thierack zugleich entschieden hatte, dass der neue Reichsjustizminister auch Präsident der Akademie für Deutsches Recht werden sollte, war Kümmerlein nicht nur persönlicher Referent des Reichsjustizministers, sondern auch des Präsidenten der Akademie für Deutsches Recht. Von Herbst 1943 bis Dezember 1944 war Kümmerlein deren geschäftsführender Direktor.
Kümmerlein veröffentlichte zahlreiche Arbeiten zum Jugendrecht: Unter anderem erläuterte er das Reichsjugendgerichtsgesetz vom 6. November 1943 mit seinen ergänzenden Rechts- und Verwaltungsvorschriften 1944 im Beck-Verlag.

### Militäreinsätze
Nach Beginn des Zweiten Weltkrieges leistete er Kriegsdienst bei der Wehrmacht und war ab Ende Januar 1941 wieder im Reichsjustizministerium tätig. Im Protokoll einer Sitzung des Ausschusses für Jugendstrafrecht vom 24. Januar 1941 lobte der Vorsitzende Friedrich Schaffstein Kümmerlein ausdrücklich für seine „große militärische Betätigung“.
Im Dezember 1944 wurde er zur Luftwaffe einberufen.

## Nach 1945
Im Zuge einer staatsanwaltschaftlichen Vernehmung gab Kümmerlein im November 1948 an, dass er bei der Wehrmacht zuletzt den Rang eines Oberleutnants der Reserve gehabt habe. Nach dem Kriegsende sei er als Mitarbeiter des Reichsjustizministeriums und als HJ-Führer von Juli 1945 bis März 1947 in automatischen Arrest genommen worden. Er sei im Zuge der Entnazifizierung in die Gruppe V eingruppiert und somit als „entlastet“ eingestuft worden.
1946 war er als Verteidiger in Entnazifizierungsprozessen tätig. Seit 1946 sei er „nicht mehr forensisch tätig (außer in Schiedsgerichtsverfahren)“ gewesen.
Ab 1948 war er in der Praxis des Rechtsanwalts und Notars Erich Wenmakers tätig. Zu den Mandanten der Anwaltspraxis gehörten Großunternehmen und mittelständische Unternehmen, in denen Kümmerlein auch Mitglied in Aufsichts- und Beiräten war. Er habe ein besonderes Interesse an Aktien- und sonstigem Gesellschaftsrecht gehabt. (Quelle Werner Schubert: Auskunft der Rechtsanwältin und Notarin Mühle der Partnergesellschaft Kümmerlein, Simon und Partner, Rechtsanwälte in Essen, vom 14. April 2000).
Am 14. Oktober 1949 erhielt er die Zulassung als Rechtsanwalt am Landgericht Essen und am 3. Mai 1956 als Notar. Auf Wirtschaftsrecht spezialisiert, übernahm er später unter anderem auch den Vorsitz des Aufsichtsrats der Hamborner Bergbau AG sowie der Gesellschaftsvertretung der Unternehmensgruppe Telefonbau und Normalzeit.
Ein Ermittlungsverfahren gegen Heinz Kümmerlein und Heinrich Ebersberg (ebenfalls persönlicher Referent Thieracks, ab 1954 Ministerialrat im Bundesjustizministerium) wurde am 3. November 1970 von der Staatsanwaltschaft Köln eingestellt. Kümmerlein habe zwar die Aktion Vernichtung von Asozialen durch Arbeit gefördert, es sei aber nicht nachweisbar, dass er vom Ziel, die Betroffenen zu töten, gewusst habe.

## Schriften
- Die Versuche kollektiver Regelung der Nachforderung von Tariflohn. Die Verfall- (Verwirkungs-) und Verzichtsausschußklauseln in Gesamtvereinbarungen; zugleich: Universitäts-Dissertation Münster (Westfalen); Mannheim: Bensheimer 1933 (106 Seiten)
- Rezension als „Landgerichtsrat Kümmerlein“ von „Polizeirechtlicher Jugendschutz. Textausgabe mit Verweisungen und Sachverzeichnis.“ Band 19 der „Kleinen Polizeibücherei“. Verlag für Polizeiliches Fachschrifttum, Lübeck 1941 (http://d-nb.info/580311015); in: Zeitschrift Deutsche Justiz, hrsg. vom Reichsjustizminister, Heft 21 vom 23. Mai 1941, S. 616.
- Rezension als „Oberregierungsrat Kümmerlein“ von Wolfgang Sieberts: „Grundzüge des deutschen Jugendrechts“, Band 1, 3. Auflage, Berlin u. a.: Deutscher Rechtsverlag 1943; in: Zeitschrift Deutsche Justiz, hrsg. vom Reichsjustizminister, Heft 19/20 vom 14. Mai 1943, S. 272.
- Das neue Reichsjugendgerichtsgesetz. II. Jugendgerichtsverfassung und Jugendstrafverfahren, in: Zeitschrift Deutsche Justiz, hrsg. vom Reichsjustizminister, Heft 38/39 vom 24. Dezember 1943, S. 553 ff.
- Reichsjugendgerichtsgesetz vom 6. November 1943 mit dem ergänzenden Rechts- und Verwaltungsvorschriften auf dem Gebiete des Jugendstrafrechts, Jugendhilferechts und des strafrechtlichen Jugendschutzes. Textausgabe mit kurzen Erläuterungen von Heinz Kümmerlein; München und Berlin: C. H. Beck 1944